# 秋曰覲

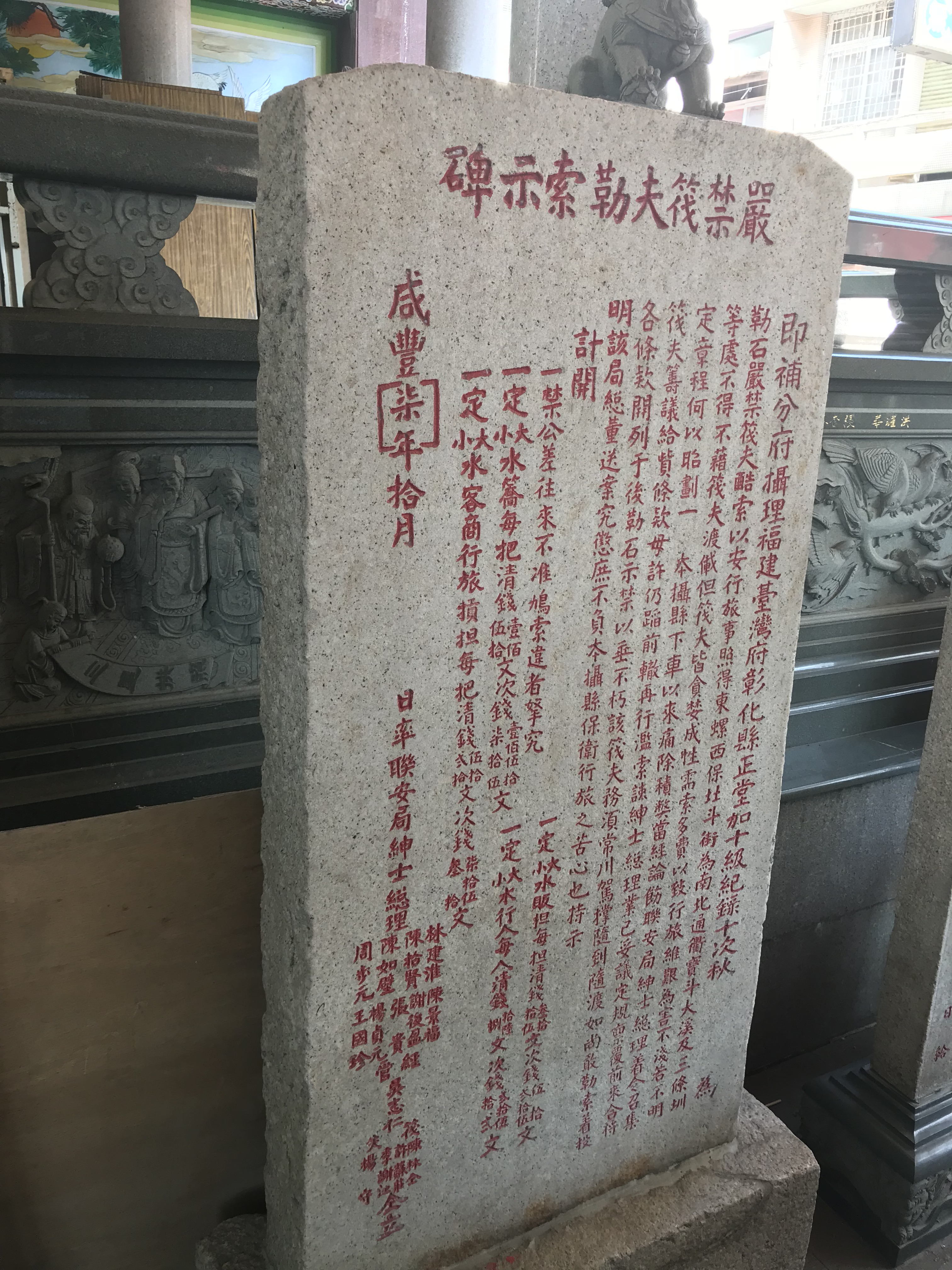
咸豐七年（1857年）十月彰化縣知縣秋曰覲所立〈嚴禁筏夫勒索示碑〉，北斗奠安宮藏

秋曰覲（？—1862年），字雁臣，浙江山陰人，清朝官員。擔任過彰化知縣、淡水同知等職。相傳臺中北區的「大湖溝」因悼念秋曰覲死於戴萬生事件，而又稱作「秋老大溝」。

## 生平
秋曰覲於咸豐七年（1857年）到臺灣接替馬慶釗，以噶瑪蘭廳（今臺灣宜蘭縣）通判代理擔任臺灣府淡水撫民同知（淡水同知）。翌年，則停止代理該同知一職。
1861年，他真除為淡水撫民同知一職。翌年戴萬生事件中，他陣亡於大墩（約今臺灣臺中市）的大墩烏日庄之役。

## 祭祀
秋曰覲在戴萬生事件結束後，被清廷准許入祀位在彰化的褒忠祠。另外據說事件之後，東勢地方人士組成「秋公會」來紀念他。褒忠祠在日治時期遭到拆除後，其牌位與祠中其他神位一起被東勢的仕紳迎到東勢巧聖仙師祖廟供奉。